# One Way Trip 3D
One Way Trip 3D ist ein österreichisch-schweizerischer Horrorfilm des Schweizer Regisseurs Markus Welter. Er erschien am 15. September 2011 in den Schweizer Kinos. Der Horror-Thriller ist der erste schweizerische und österreichische 3D-Film. Für die Produktion waren die Firmen HesseGreutert Film und Superfilm verantwortlich.

## Handlung
Fünf Jugendliche wollen in den Jura fahren, um Zauberpilze zu essen. Auf dem Weg platzt ihnen der Reifen ihres VW-Busses. Als ein Mädchen zum Pinkeln in die Büsche geht, trifft sie auf einen Jäger, der aus naher Distanz mit einer Schrotflinte schießt, allerdings nicht auf sie, sondern er erschießt ein Reh und einen Wolf. Das Mädchen rennt trotzdem wieder zur Gruppe, der auffällt, dass einer von ihnen die Ersatzreifenhalterung im Auto lieber als Bierlager verwendet hat.
Kurz darauf fährt der Jäger mit einem Traktor vorbei, auf dessen Anhänger sich die beiden toten Tiere befinden, die von einem unbekannten Mädchen gestreichelt werden. Der Jäger erklärt den Jugendlichen den Weg zu einer Tankstelle.
Nachdem sie ihr Auto dort repariert und drei weitere Mitfahrer – ein Pärchen und den Ex-Freund eines der Mädchen – gefunden haben, fahren sie weiter in den Wald, wo sie ihr Zeltlager aufschlagen. Als einer der Jugendlichen nachts das im nahen Fluss gekühlte Bier holen will, wird er von einer unbekannten Person niedergeschlagen. Er schafft es aber noch zurück ins Lager, wo er das Bewusstsein verliert und ein stürmisches Gewitter losbricht.
Die Jugendlichen schleppen ihn zu einem nahen Bauernhof. Obwohl Licht brennt, scheint dort niemand zu sein. Nachdem sie den Schlüssel im Briefkasten gefunden haben, gehen sie in ein Haus und legen den verwundeten Jungen in ein Bett.
Eines der Mädchen läuft wütend weg, als ihr Freund ein anderes Mädchen tröstet. Als dieser sie sucht, wird er von dem unbekannten Mädchen vom Traktor an den Füßen gefesselt. Als dem Jungen beim scheinbaren Vorspiel erschrocken auffällt, dass die rechte Gesichtshälfte des Mädchens entstellt ist, fesselt ihn das Mädchen weiter, hängt ihn auf, schneidet ihm mit einer Schere die Finger ab und tötet ihn anschließend, indem es ihm die Schere ins Auge bohrt.
Der Jäger überrascht die Jugendlichen im Haus und verursacht mit einem defekten Wasserkocher einen Stromausfall. Während der Jäger weggeht, um den Strom wieder anzustellen, hören die Jugendlichen das Weinen des geflüchteten Mädchens, das vor dem Haus mit blutverschmierten Händen vor einer Scheune sitzt, in der die Jugendlichen ihren toten Kameraden finden. Als der Jäger gerade das Haus verlässt, wird er von den Jugendlichen überwältigt, die ihn für den Mörder halten, und im Keller des Hauses eingesperrt.
Das geflüchtete Mädchen wird allein in ein Zimmer gesetzt und das Zimmer verbarrikadiert, damit sie sich beruhigen kann. Doch befindet sich dieses Zimmer direkt über einem Keller, in dem jemand eingesperrt ist, der durch eine Luke versucht in das Zimmer zu kommen. Das Mädchen flieht daraufhin aus dem Zimmer über den Hof in ein anderes Haus. Einer der Jungs sieht das und sucht das Mädchen. Als er es in einem rot beleuchten Raum mit Schaukelpferden, Spielautomaten und Schaufensterpuppen ohne Extremitäten findet, rammt ihm das unbekannte Mädchen vom Traktor ein langes Messer in den Kopf. Das andere Mädchen flieht auf den Dachboden des Hauses und von dort auf das Dach. Ein anderes Mädchen der Gruppe sieht das vom Haus aus und rennt nach draußen. Sie sieht, wie das Mädchen vom Dach abrutscht und von den Zinken auf einem Wintergarten aufgespießt wird. Das unbekannte Mädchen wirft den Kopf des gerade getöteten Jungen aus dem Fenster gegen das schockierte Mädchen, als drei weitere Jugendliche dazustoßen.
Die vier Jugendlichen fliehen, doch der zuvor ohnmächtige Junge – der laut eigener Aussage aus einem Keller ausgebrochen ist – bekommt einen Asthma-Anfall, hat aber sein Asthma-Spray im Haus vergessen. Die vier laufen daher zurück zum Hof und verstecken sich in einer Scheune. Während einer der vier das Spray aus dem Haus holen geht, treffen sie einen Kameraden wieder, der blutüberströmt ist. Er und die Scheune werden mit einem Molotow-Cocktail in Brand gesetzt und einer der Jugendlichen flieht. Als der Junge mit dem Asthma-Spray wiederkommt, explodieren die Fässer vor der Scheune und er wird in eine Grube geschleudert. Das unbekannte Mädchen sticht dem Asthmatiker eine Hippe in den Bauch, woraufhin dieser umkippt. Als sich der Junge aus der Grube befreit hat, stößt auch noch der Jäger hin, den er sich vornimmt, während die beiden Mädchen gegeneinander kämpfen. Als das unbekannte Mädchen ihre Gegnerin fast erwürgt hat, wird sie vom Asthmatiker erstochen, bevor dieser dann stirbt. Das andere Mädchen verliert dennoch das Gleichgewicht und fällt in die Grube.
Nach einer längeren Schwarzblende folgt die bereits im Vorspann gezeigte Szene, in der die letzte verbliebene Jugendliche versucht, aus der Grube zu fliehen, in der die Leichen ihrer Kameraden liegen. Der Jäger holt eine Leiter und eine Axt. Damit geht er auf das Mädchen los, das sich zwischenzeitlich mit einer Sense bewaffnet hat. Diese ist jedoch morsch und bricht ab. Der Jäger trifft das Mädchen mit der Axt am Arm und stößt es dann in eine Pfütze, wo der Jäger es mit einem Klappstuhl ertränken will. Das Mädchen findet in der Pfütze ein Messer, schlitzt dem Jäger die Kehle auf, steht auf und bricht wieder zusammen.
Nach einer weiteren Schwarzblende wird das Mädchen mit einer Krankonstruktion auf einer Trage aus der Grube in einen Krankenwagen befördert, wobei man sie von oben sieht und Schreie u. ä. aus dem Film eingespielt werden. Als sie in den Krankenwagen geschoben wird, kommt der Jäger aus einem Haus und das Mädchen bekommt einen hysterischen Anfall. Ein Sanitäter stellt den Jäger als Oberförster und den Retter des Mädchens vor, das in dem Moment das unbekannte Mädchen vom Traktor in einem Fenster sieht. In einem Rückblick verwandeln sich der Jäger und das unbekannte Mädchen in die anderen Jugendlichen, weshalb sie auch teilweise voll Blut waren.

## Hintergrund
- Hauptdarstellerin Sabrina Reiter spielte schon in den beiden Horror-Slashern In 3 Tagen bist du tot und In 3 Tagen bist du tot 2 aus Österreich.
- One Way Trip 3D ist die erste 3D-Produktion aus der Schweiz und Österreich.
- Markus Welter drehte in der Vergangenheit schon Im Sog der Nacht aus dem Jahr 2009.
- Die Drehbuchautoren Bastian Zach und Matthias Bauer sind ebenfalls Buchautoren, ihre historischen Thriller „Morbus Dei: Die Ankunft“ und „Morbus Dei: Inferno“ sind 2010 und 2012 im Haymon-Verlag erschienen. Der dritte Teil „Morbus Dei: Im Zeichen des Aries“ wird im Herbst 2013 erscheinen.

## Veröffentlichung
Der Film lief 2011 in den Schweizer, österreichischen und russischen Kinos, hielt sich mehrere Wochen in den Top 10 und wurde insgesamt von über 150.000 Besuchern gesehen. In Österreich war es der dritterfolgreichste aller im Jahr 2011 gestarteten einheimischen Filme.
Ascot Elite brachte den Film am 24. Februar 2012 in die deutschen Videotheken und erhielt dafür von der FSK trotz etwas Splatter ungekürzt keine Jugendfreigabe. Seit dem 13. März kann man ihn auch kaufen. Es gibt nur eine Tonspur und keine Untertitel. Als Extras sind ein 47 Minuten langes Making-of, sieben Biografien, eine Bildergalerie sowie die zum Film gehörenden Trailer und – in sehr schlechter Bildqualität – Teaser enthalten.

## Kritiken
„Der erste Schweizer Teenie-Horror-Schocker in 3D setzt von wüsten Folterszenen bis zu abgehackten Köpfen auf alles, was genretypisch zu einem solchen Film wohl dazugehört. Ein drastischer, formal solider Horror-Teenie-Slasher, nicht haarsträubender als andere Vertreter seines Genres.“

„Mittlerweile schwappt die 3D-Welle bereits ins Unterholz, und so ist auch dieser Horror ein dreidimensionaler, der in düsteren ‚Blair Witch‘- Gefilden gespenstische Anleihen nimmt und so in bewährter Slasher-Manier einen nach dem anderen über die Klinge springen lässt. Schöner fürchten in der Schweiz also, die mit visuell eindrücklichem Natur-pur-Grusel punktet.“

„Zwar revolutioniert Markus Welters Film das Horrorgenre nicht wirklich, doch entwickelt One Way Trip 3D eine kindliche Freude daran, eine Figur nach der anderen auf immer aberwitzigere Weise sterben zu lassen. Zugegeben, der Schlusstwist ist ein wenig weit hergeholt, aber ansonsten kann es dieser Film durchaus mit zigmal teureren US-amerikanischen Produktionen aufnehmen.“